# Nashville (Missouri)
Pour les articles homonymes, voir Nashville (homonymie).

Localisation de Nashville dans le Comté de Barton

Nashville est une communauté non-incorporée du Comté de Barton au Missouri.
Elle est située à l'ouest de la U.S. Route 43.
La population était de 396 habitants en 2000.